# Kwon Ji Yong
Kwon Ji Yong (Hangul: 권지용, Hanja: 權志龍) ist die zweite EP des südkoreanischen Rappers und Sängers G-Dragon. Sie erschien am 8. Juni 2017 zum Download über das Label YG Entertainment.

## Entstehung
Im Januar 2017 kündigte YG Entertainment an das G-Dragon an einem neuen Album arbeitet. Im April sagte YGE das G-Dragon eine neue Single vor seinem Tourauftakt in Seoul veröffentlichen wird. Ende Mai waren die Vorbereitungen abgeschlossen und drei Musikvideos wurden gedreht. Am 31. Mai wurde das Veröffentlichungsdatum und der Name Kwon Ji Yong bekanntgegeben. Der ursprünglich Title-Track Bullshit wurde kurz vor der Veröffentlichung zu "Untitled, 2014" geändert, aufgrund T.O.Ps Marijuana Skandal.

### Namensgebung
In einem Interview mit der Bangkok Post verriet G-Dragon, dass er die EP ursprünglich 30 nennen wollte. Er entschied sich jedoch für Kwon Ji Yong, weil ihm Kwon Ji Yong wichtiger als G-Dragon ist und er ihn seinen Fans vorstellen wollte.

## Verpackung
Kwon Ji Yong erschien Digital und auf einem 4GB USB-Stick, statt auf einer CD. Auf dem USB befindet sich der bürgerliche Name G-Dragons, sein Geburtsdatum und seine Blutgruppe - "Kwon Ji Yong, Blood type A, 1988, August 18". Auf dem USB-Stick befinden sich jedoch nicht die Lieder, sondern Download Links zu den jeweiligen Liedern.

### Kontroverse
Das unkonventionelle Format führte zu einer Diskussion ob die EP dazu berechtigt ist in den offiziellen Südkoreanischen Albumcharts zu erscheinen. Nach Südkoreas Urheberrechts Gesetzen wird ein Album nur als solches angesehen, wenn es ein physische Medium ist auf dem sich Musik befindet. G-Dragons Kwon Ji Yong wurde von den Gaon Charts ausgeschlossen. G-Dragon sagte dazu:

„Everything in the world has pros and cons, but the external form of music records has consistently changed from cassette tape to CD and then to download file. Isn’t the most important thing for music is a good melody that will linger on the ears, mouths, and minds of people for a long time and the lyrics that can touch people and make them laugh and cry?“

Im Dezember 2017 veränderten die Gaon Charts ihre Richtlinien um weitere Albumformate wie G-Dragons USB-Stick anzunehmen. In der ersten Woche des Jahres 2018 chartete es auf Platz 51 der offiziellen Albumcharts.

## Musikvideos
Mitte Mai, wurden drei Musikvideos für die EP gedreht.
Am 8. Juni veröffentlichte YG Entertainment das Musikvideo zu "Untitled, 2014
", dass One Shot innerhalb einer Stunde gedreht wurde. In dem Musikvideo steht GD vor einem Greenscreen mit einer Himmelsprojektion und Wolken, die ihre Farbtöne stetig ändern. Das Video erreichte innerhalb von 24 Stunden über 5,6 Millionen Aufrufe auf YouTube.
Am 18. August 2017 erschien das zweite Musikvideo zu Bullshit exklusiv über den USB-Stick.

## Covergestaltung
Auf dem Cover befindet sich ein roter USB-Stick ohne Kappe auf dem "Kwon Ji Yong, Blood type A, 1988, August 18" steht. Der Hintergrund ist weiß.

## Tournee
Ende März wurde angekündigt das GD im Juni ein Konzert im Seoul-World-Cup-Stadion halten wird. Am 25. April wurde die Act III: M.O.T.T.E World Tour angekündigt. Die Tournee war die größte Koreanisch Sprachige Tournee in Nordamerika, Europa und die größte eines Südkoreanischen Solokünstlers.

## Rezeption
Kwon Ji Yong erhielt positive Kritiken.
Tamar Herman von Billboard nannte es das persönlichste Werk G-Dragons, weil er seine Karriere reflektiert. Fuse TVs Jeff Benjamin schrieb das die EP G-Dragons Stärken zeigt.
Seoul Beats schrieb über die EP: „This album, despite its short length, is lyrically denser than anything I’ve heard so far this year. It tells his story, it’s filled with references to his previous works, rife with references to his personal life, his art he displays on his instagram.“

## Titelliste
Die EP enthält folgende Musikstücke.
| Nr.          | Titel                                           | Text                                       | Musik                                                               | Länge |
| ------------ | ----------------------------------------------- | ------------------------------------------ | ------------------------------------------------------------------- | ----- |
| 1.           | Middle Fingers-Up (Intro. 권지용; Kwon Ji-Yong) | G-Dragon                                   | G-Dragon, 24, Kush                                                  | 3:42  |
| 2.           | Bullshit (Act I. 개소리; gaesoli)               | G-Dragon                                   | G-Dragon, Teddy, Cawlr, Future Bounce, Choice37                     | 3:02  |
| 3.           | Superstar (Act II)                              | G-Dragon, Teddy, Joe Rhee                  | Teddy, G-Dragon, Joe Rhee, 24, Choice37, Future Bounce, Seo Won Jin | 3:45  |
| 4.           | Untitled, 2014 (Act III. 무제(無題); muje)      | G-Dragon                                   | G-Dragon, Choice37                                                  | 3:42  |
| 5.           | Divina Commedia (Outro. 신곡(神曲); singog)     | G-Dragon, 8!, Brian Lee, Safe, Frank Dukes | G-Dragon, 8!, Brian Lee, Frank Dukes, Safe                          | 3:44  |
| Gesamtlänge: | Gesamtlänge:                                    | Gesamtlänge:                               | Gesamtlänge:                                                        | 17:55 |

- "Divina Commedia" sampled "Veridis Quo" von Daft Punk.[32]

## Charterfolge

### EP
| Jahr | Titel        | Höchstplatzierung, Gesamtwochen, AuszeichnungChartplatzierungen (Jahr, Titel, Platzierungen, Wochen, Auszeichnungen, Anmerkungen) | Höchstplatzierung, Gesamtwochen, AuszeichnungChartplatzierungen (Jahr, Titel, Platzierungen, Wochen, Auszeichnungen, Anmerkungen) | Höchstplatzierung, Gesamtwochen, AuszeichnungChartplatzierungen (Jahr, Titel, Platzierungen, Wochen, Auszeichnungen, Anmerkungen) | Anmerkungen                          |
| Jahr | Titel        | KR | JP | US | Anmerkungen                          |
| ---- | ------------ | --- | --- | --- | ------------------------------------ |
| 2017 | Kwon Ji Yong | KR51 (7 Wo.)KR | JP3 (6 Wo.)JP | US192 (1 Wo.)US | Erstveröffentlichung: 8. Juni 2017 1 |

### Singles
| Jahr | Titel Album                 | Höchstplatzierung, Gesamtwochen, AuszeichnungChartsChartplatzierungen (Jahr, Titel, Album, Platzierungen, Wochen, Auszeichnungen, Anmerkungen) | Anmerkungen |
| Jahr | Titel Album                 | KR | Anmerkungen |
| ---- | --------------------------- | --- | ----------- |
| 2017 | Untitled, 2014 Kwon Ji Yong | KR1 (… Wo.)KR |             |

## Verkäufe
| Land                | Verkäufe    | Ref    |
| ------------------- | ----------- | ------ |
| Südkorea            | + 100.463   | [ 35 ] |
| Volksrepublik China | + 1.462.528 | [ 36 ] |
| Japan               | + 48.316    | [ 37 ] |
| Vereinigte Staaten  | + 7.000     | [ 38 ] |
| Insgesamt           | + 1.586.038 |        |

| Land      | Verkäufe    | Ref    |
| --------- | ----------- | ------ |
| Südkorea  | + 1.476.371 | [ 39 ] |
| Insgesamt | + 1.476.371 |        |

## Veröffentlichung
| Gebiet   | Datum             | Label                      | Format             | Ref    |
| -------- | ----------------- | -------------------------- | ------------------ | ------ |
| Weltweit | 8. Juni 2017      | YG Entertainment           | Digital            | [ 40 ] |
| Südkorea | 19. Juni 2017     | YG Entertainment, KT Music | Digital, USB-Stick | [ 41 ] |
| Japan    | 13. Dezember 2017 | YGEX                       | CD                 | [ 42 ] |